# Manòc
Manòc (en francès Manot) és un municipi francès situat al departament del Charente i a la regió de la Nova Aquitània. L'any 2007 tenia 591 habitants.

## Demografia

### Població
El 2007 la població de fet de Manot era de 591 persones. Hi havia 232 famílies de les quals 60 eren unipersonals (24 homes vivint sols i 36 dones vivint soles), 80 parelles sense fills, 72 parelles amb fills i 20 famílies monoparentals amb fills.
La població ha evolucionat segons el següent gràfic:
Habitants censats

### Habitatges
El 2007 hi havia 390 habitatges, 239 eren l'habitatge principal de la família, 86 eren segones residències i 65 estaven desocupats. 384 eren cases i 6 eren apartaments. Dels 239 habitatges principals, 188 estaven ocupats pels seus propietaris, 44 estaven llogats i ocupats pels llogaters i 7 estaven cedits a títol gratuït; 1 tenia una cambra, 11 en tenien dues, 33 en tenien tres, 81 en tenien quatre i 113 en tenien cinc o més. 181 habitatges disposaven pel capbaix d'una plaça de pàrquing. A 99 habitatges hi havia un automòbil i a 114 n'hi havia dos o més.

### Piràmide de població
La piràmide de població per edats i sexe el 2009 era:
| Homes | Edats   | Dones |
| ----- | ------- | ----- |
| 0     | 95 o +  | 0     |
| 0     | 90 a 94 | 0     |
| 8     | 85 a 89 | 8     |
| 0     | 80 a 84 | 4     |
| 12    | 75 a 79 | 4     |
| 20    | 70 a 74 | 12    |
| 32    | 65 a 69 | 32    |
| 8     | 60 a 64 | 24    |
| 12    | 55 a 59 | 0     |
| 4     | 50 a 54 | 8     |
| 4     | 45 a 49 | 16    |
| 36    | 40 a 44 | 24    |
| 24    | 35 a 39 | 28    |
| 20    | 30 a 34 | 16    |
| 8     | 25 a 29 | 28    |
| 20    | 20 a 24 | 12    |
| 8     | 15 a 19 | 4     |
| 20    | 10 a 14 | 24    |
| 20    | 5 a 9   | 16    |
| 36    | 0 a 4   | 12    |

## Economia
El 2007 la població en edat de treballar era de 363 persones, 240 eren actives i 123 eren inactives. De les 240 persones actives 206 estaven ocupades (115 homes i 91 dones) i 34 estaven aturades (17 homes i 17 dones). De les 123 persones inactives 35 estaven jubilades, 28 estaven estudiant i 60 estaven classificades com a «altres inactius».

### Ingressos
El 2009 a Manot hi havia 238 unitats fiscals que integraven 560,5 persones, la mediana anual d'ingressos fiscals per persona era de 13.417 €.

### Activitats econòmiques
Dels 15 establiments que hi havia el 2007, 1 era d'una empresa extractiva, 2 d'empreses de fabricació d'altres productes industrials, 3 d'empreses de construcció, 3 d'empreses de comerç i reparació d'automòbils, 2 d'empreses de transport, 1 d'una empresa financera, 1 d'una empresa immobiliària, 1 d'una empresa de serveis i 1 d'una empresa classificada com a «altres activitats de serveis».
Dels 6 establiments de servei als particulars que hi havia el 2009, 1 era un taller de reparació d'automòbils i de material agrícola, 1 paleta, 1 fusteria, 1 lampisteria, 1 empresa de construcció i 1 agència immobiliària.
Dels 2 establiments comercials que hi havia el 2009, 1 era una botiga de menys de 120 m² i 1 una botiga de roba.
L'any 2000 a Manot hi havia 36 explotacions agrícoles que ocupaven un total de 636 hectàrees.

## Equipaments sanitaris i escolars
El 2009 hi havia una escola elemental integrada dins d'un grup escolar amb les comunes properes formant una escola dispersa.

## Poblacions més properes
El següent diagrama mostra les poblacions més properes.